# Rubus ferrofluvius
Rubus ferrofluvius är en rosväxtart som beskrevs av H.A. Davis, A.M. Fuller och T. Davis. Rubus ferrofluvius ingår i släktet rubusar, och familjen rosväxter. Inga underarter finns listade i Catalogue of Life.